# アンティオコス3世 (セレウコス朝)

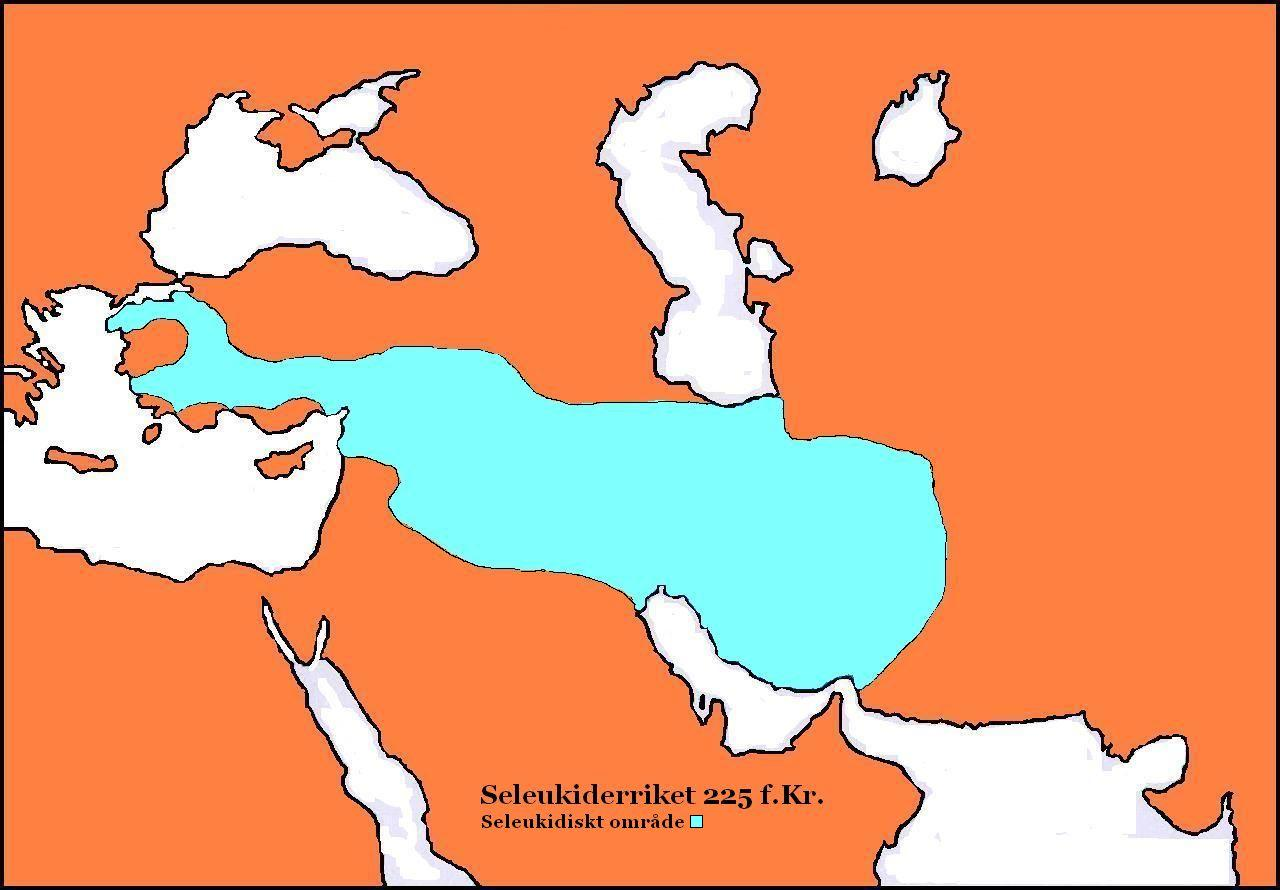
アンティオコス即位時のセレウコス朝の領土（■部分、紀元前225年頃）

アンティオコス3世（古代ギリシア語: Αντίοχος Γ' ο Μέγας、紀元前241年 – 紀元前187年）は、セレウコス朝の君主。 紀元前223年‐紀元前187年
セレウコス2世の息子。兄弟であったセレウコス3世が暗殺されたのを機に即位した。前代まで縮小傾向にあったセレウコス朝の領土を再拡大し、東方はインドにまで遠征して「大王」の称号を得たが、紀元前189年にローマとの戦争に敗れる。

## 来歴

### 即位前後
アンティオコス3世が即位した時、セレウコス朝は危機の中にあった。既に紀元前3世紀半ばには遊牧民の族長アルサケス1世率いるパルティアやバクトリアのギリシア人の指導者ディオドトス1世のグレコ・バクトリア王国がセレウコス朝から分離しており、アナトリアでも離反の動きが続いた。さらにプトレマイオス朝エジプトとの戦争が続き、セレウコス1世が征服した領土は既に大半が失われていた。即位時はまだ10代後半の若年であり、3代の王に仕えて絶大な権力を握っていたヘルメイアスが補佐役となった。
即位して間もない紀元前222年、メディア総督（サトラップ）のモロン (Molon) 、ペルシス総督のアレクサンドロスらの反乱が発生し、またアトロパテネ王アルタバザネスなどもセレウコス朝の権威に対し不服従の姿勢を見せた。
即位直後のアンティオコス3世は宮廷内の基盤の脆弱さから、ただちにモロンらの反乱の鎮圧に向かうことは困難であった。そのため、反乱の鎮圧よりも拡大防止を重視してバビロンに軍団を集結させた。しかし、モロンの軍勢によって防御部隊は破られ、メソポタミアの広い範囲が反乱軍の支配下に入った。この事態にあっては宮廷闘争に邁進するわけにもゆかず、アンティオコス3世は紀元前221年には自ら軍を率いて反乱鎮圧に向かった。当時モロンの軍勢はティグリス河畔のセレウキアに進駐していたが、アンティオコス3世の接近の報を受けてメディア方面へと撤退を開始した。アンティオコス3世はモロン軍の退路を阻む形で進軍し、アポロニアの戦いでこれを破った。こうしてモロンを自殺に追い込み、その後アレクサンドロスも同様の運命を辿った。続いてアルタバザネスも打ち破ってアトロパテネ王国に対するセレウコス朝の宗主権を認めさせ、貢納と軍務の義務を負わせた。

### 第4次シリア戦争とアナトリア遠征
反乱を鎮圧したアンティオコス3世は失地回復を目指し、紀元前219年にナバテア人などと同盟を結んで、まずエジプトの支配下にあったフェニキア、パレスチナ地方に進軍した（第4次シリア戦争）。順調に進軍して征服地を拡大したが、紀元前217年にエジプト王プトレマイオス4世は兵力を集めて迎撃に向かい、6月ラフィアの戦いで決戦が行われた。双方70000人前後の兵力を動員して戦ったが、アンティオコス3世は完敗を喫し、パレスチナ地方への拡大政策は頓挫した。
エジプトに敗れた後、アナトリアでポントス王国の支援を受けて自立していた総督アカエオスを打倒に向かった。紀元前214年までにアカエオスを倒すことに成功し、その意思を継いだ妻レオディケの抵抗も翌年には排して、アナトリア方面の領土を回復した。

### 東方遠征

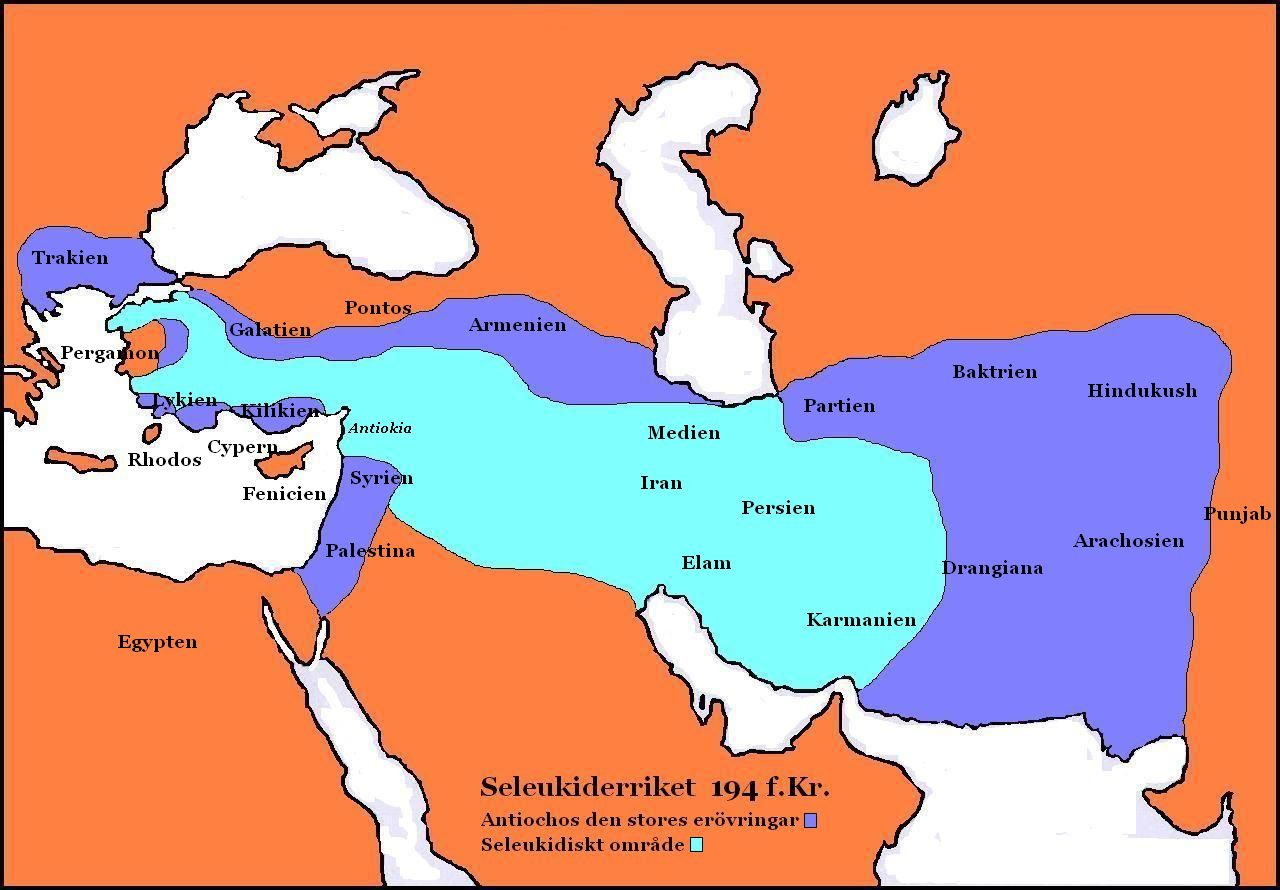
アンティオコス治世下のセレウコス朝の最大領域（■部分が即位時の領土、■部分は征服した領土）。

アンティオコス3世の業績の中でも最も名高いのが、紀元前212年から開始された東方遠征である。まず、離反していたアルメニアの王クセルクセスを攻撃し、これを服属させた。これによって東方への進撃ルートを確保すると、クセルクセスに対しては宗主権を認めさせた上で王位を承認し、不払い貢納の免除などの懐柔策を取った後、さらに東のパルティアへと向かった。
砂漠地帯を強行突破し、ヒルカニアに一気に進軍し、パルティア王アルサケス2世と相対した。アルサケス2世は当時の記録によれば「非常に勇敢に戦った」とされているが、首都ヘカトンピュロスが陥落し、最終的にセレウコス朝の優位を認めてその「同盟者」となった。これによってパルティア地方への宗主権を得たアンティオコス3世は、そこからさらにバクトリアへ向かった。
当時のグレコ・バクトリア王エウテュデモス1世は、アンティオコス3世が軍の前衛を渡河させていたところを狙って騎兵による攻撃をかけた（アリエ川の戦い）。しかし前衛軍は、後続の渡河が終わるまでこの攻撃に持ちこたえ、主力部隊が渡河に成功したことでアンティオコス3世は勝利を収めた。
エウテュデモス1世はなおも首都バクトラに篭城して徹底抗戦の姿勢を見せた。紀元前208年、アンティオコス3世はバクトラを包囲した。このバクトラ包囲戦は2年間にも及んだが、その経過に関する記録は散逸して残されていない。紀元前206年、エウテュデモス1世は遂に降伏してセレウコス朝の宗主権を受け入れ、バクトリアの王子デメトリオスはアンティオコス3世の娘と結婚することを条件に将来の王位を保障された。
バクトリアを服属させるとインドを目指して南下し、ヒンドゥークシュ山脈を越えてカブール渓谷に進軍し、その地方の王スバガセヌス（スバガセーナ）を倒して彼にも宗主権を認めさせ、戦象などを貢納として収めさせた。
こうして、かつて失われたセレウコス朝の東方領土の大半に宗主権を確立して凱旋したアンティオコス3世は、アレクサンドロス大王の再来とまで呼ばれ、大王を名乗るようになる。

### 第5次シリア戦争
紀元前204年、プトレマイオス朝のプトレマイオス4世が死去し、代わってわずか5歳のプトレマイオス5世がファラオに即位した。これを好機と見たアンティオコス3世は、アンティゴノス朝マケドニアの王ピリッポス5世と同盟を結び、エジプト領の分割協定を結んだ。準備を整えた紀元前202年、エジプト領ガザに侵攻し、第5次シリア戦争が始まった。
第4次シリア戦争の復讐戦ともいえるこの戦争は、紀元前200年、ガラリア湖の北のパニオンの戦いにおいて大勝利を収め、セレウコス朝はパレスチナ方面に進出することができた。紀元前198年にはエルサレムのユダヤ人神殿共同体も征服した。

### ローマとの戦争

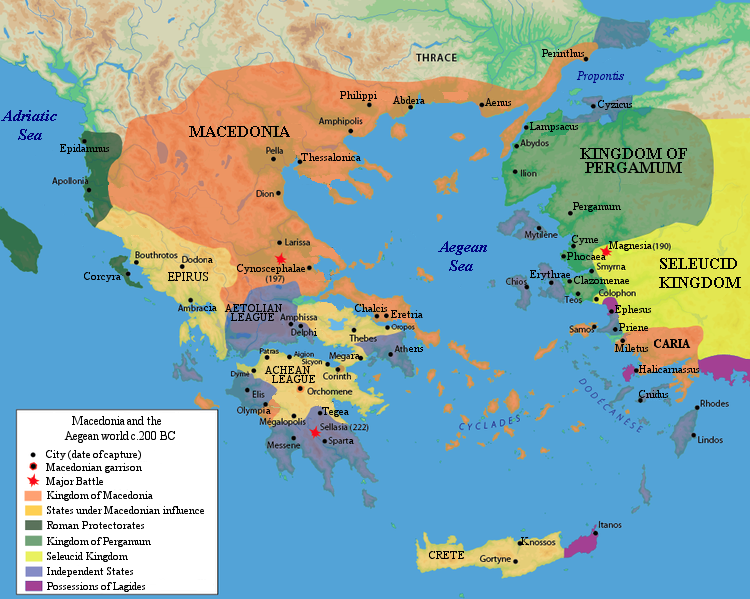
紀元前200年頃のギリシアおよびアナトリア西部の勢力図

アンティオコス3世はさらなる拡大のため、アナトリアにあったアッタロス朝（ペルガモン王国）やエーゲ海地方への進出を目指した。紀元前196年頃にはトラキアにまで進んだものの、これらの事態に対しギリシアの諸小国は、第二次ポエニ戦争に勝利し地中海での影響力を拡大していた共和政ローマに支援を求めた。すでにポエニ戦争中よりギリシアのアエトリア同盟とローマは同盟関係を結んでおり、ギリシア地方に勢力を拡大しようとするセレウコス朝とローマとの対立は著しいものとなった。
アンティオコス3世はローマとの戦いに敗れて逃れてきたカルタゴの将軍ハンニバルの影響もあってか、寡少な戦力を持ってギリシアへ進軍したが、ローマも対抗してマニウス・アキリウス・グラブリオの指揮の下で軍を派遣し、紀元前191年にテルモピュライの戦いで両軍は激突した。
アンティオコス3世はこの戦いで敗れ、アナトリアに撤退した。その後、再び軍を整えてローマ軍に相対したが、マグネシアの戦いでスキピオ・アシアティクスとスキピオ・アフリカヌスの率いるローマ軍に決定的な敗北を喫し、アパメアの和約を結んでローマと講和した。この和約によって、セレウコス朝は他国との同盟、捕虜の獲得の禁止、軍備制限などを課せられ、膨大な賠償金を要求された。
この敗北は、アンティオコス3世がそれまでの勝利で得てきた多くの成果を無に帰した。パルティアやバクトリアではただちに離反の動きが強まり、アナトリア方面での領土も失われた。ローマへの賠償金支払いの財源に困ったアンティオコス3世は、スサの神殿で略奪してそれを確保しようとしたが、現地人の猛反発を受け、紀元前187年に暗殺された。そして息子のセレウコス4世が王位を継いだ。

## 占領地統治

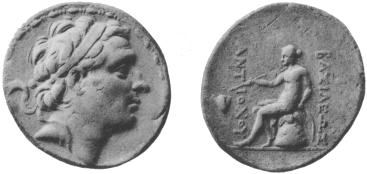
アンティオコス3世の肖像が刻まれたコイン。

アンティオコス3世は敗北させた各地の王を排除せず、宗主権を認めさせた後、王位を保障して貢納と軍役の義務のみを負わせるという緩い征服体制を取ったことで知られる。これはもっぱら政略的判断によると考えられ、短期間に広大な領域を征服することが可能だったのは、この処置によって占領地の行政制度の確立や散発的な反乱を鎮圧する手間を省くことができた点にも支えられた。無論、こういった宗主権下の各王達の権限は機会があれば排除することが試みられ、例えばアンティオコス3世が娘と結婚させたアルメニア王クセルクセスは、後にアンティオコス3世の策動によって暗殺されている。
しかし、領内各地に半自立勢力としての王国を多数保存することにもつながるこの方針は、ローマに対する敗北で軍事的威信が低下するや、ただちに征服地のほとんどが分離する原因ともなった。

## アンティオコス3世とユダヤ人
アンティオコス3世はユダヤ人の伝えるいくつかの宗教文献において、彼らを厚遇した王として称えられている。プトレマイオス朝との戦争の際にユダヤ人の多くがアンティオコス3世を支援、厚遇したことに喜び、彼はユダヤ人に対して都市の修復や一定期間の免税特権、独自の法律による自治などを承認したとされる。
こうしたアンティオコス3世の対ユダヤ人政策については、その史実性を巡って長く論争が続いていたが、近年ではかなりの誇張や後世の書き加えなどがあるものの、これらの政策については大まかに史実であったという説が有力になっている。

## アンティオコス3世とアレクサンドロス大王
アンティオコス3世が、セレウコス朝の本国というべきシリア地方周辺を長期間空けてまで東方遠征を行った動機については諸説あり、史料的制約によってはっきりとはしない。彼が常に失われた正当な権利（領土）の回復をうたっていたことが知られているが、これは単なるプロパガンダに過ぎず、実際には成り行きによって東方遠征がなされたという説もあるが、積極的な証拠はない。そして彼の東方遠征はアレクサンドロス大王（また、派生的にはセレウコス1世）の栄光への憧れによって、彼らの偉業を踏襲しようとしたことから発したものであるという説があり、これも必ずしも強い根拠を持つものではないが、ごく「自然な」推論としてよく語られており、これを支持している学者も多い。